# Mauro Bersanker
Mauro Bersanker (Ciudad de Posadas, Provincia de Misiones, 1981), también conocido como Yuri, es un fotógrafo argentino residente en Barcelona. Su obra se caracteriza por la presencia de máscaras y por temáticas étnicas, costumbres y tradiciones; en su lenguaje gráfico utiliza la comparación a modo descriptivo.

## Biografía
Su familia se traslada a Buenos Aires en 1983. Su vocación por la fotografía comienza a manifestarse en su interés por las imágenes de la revista National Geographic, la lectura de estas publicaciones despertará más adelante su interés por los viajes, que, a lo largo de su carrera, lo llevarán por distintas partes del mundo con el fin de capturar comportamientos y costumbres de diversas culturas.   
En su etapa de formación pasó por diferentes instituciones; como el Centro Cultural Rojas, el Centro Cultural Lola Mora y el Nuevo Foto Club Argentino.

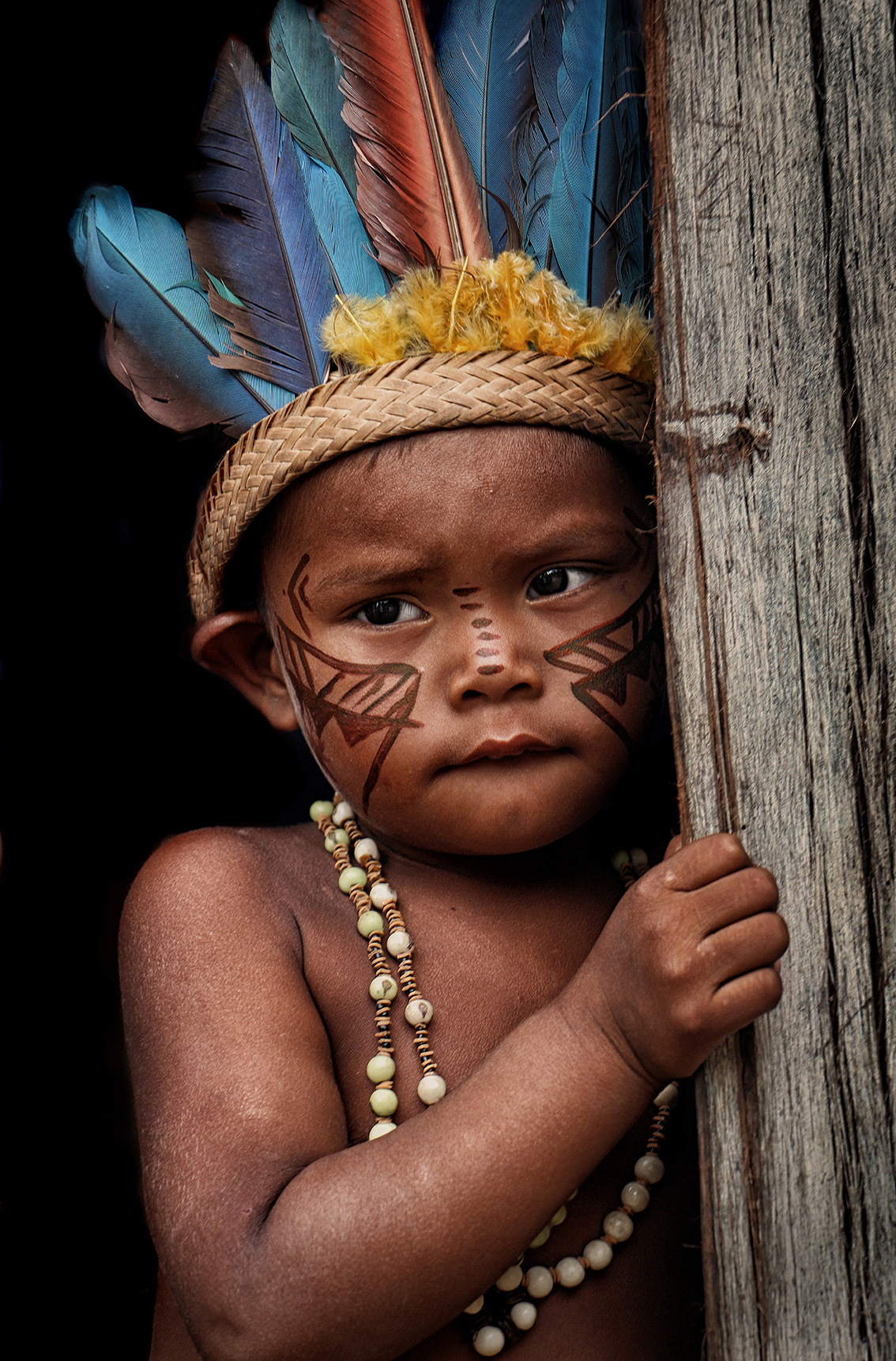
Tribus del Amazonas

## Trayectoria
En 2013 presenta sus trabajos en la exposición ‘Ellos están ahí’ en el Teatro del Viejo Mercado. A partir de 2015 comienza a exponer sus fotografías en distintas muestras. En la muestra colectiva “Exceso” acompaña a los creadores Luis Felipe Noé, Renata Schussheim y Eduardo Medici, entre otros.
También expone en el espacio Malvón de Buenos Aires y en el Espacio Cavallero. Esta primera etapa se caracteriza por las contraposiciones, las diferencias y las similitudes; en su muestra “Nueva York – La Habana, Hermanos del contraste” que fue seleccionada para ser presentada en la facultad de ciencias Sociales de la Universidad de Buenos Aires, se contraponen dos ciudades "míticas" como Nueva York y La Habana, caracterizando a la primera ciudad con fotografías en blanco y negro y con colores a la segunda. En un artículo sobre esta obra, el periodista Santiago Rial Ungaro expresa:

Más allá del uso un poco tendencioso del color (las de Nueva York son en blanco y negro), la lente de este joven misionero suele enfocar en máscaras, maniquíes y juguetes, y en todo contexto que sirva como punto de fuga: "Siempre me interesaron los micromundos del mundo, todo lo que salga de lo cotidiano dentro de lo cotidiano. Así llegué a interesarme por desentierros indígenas en Jujuy, con todos esos diablos llenos de espejos, o los festejos del sol en Cuzco, en donde toda la ciudad se disfraza".

Agregando más adelante: 

Claro que no todo es pintoresquismo en sus fotos: esta necesidad de enmascararse y disfrazarse también la encuentra en marchas zombies o convenciones de animé, donde se plasma esa necesidad urbana de sentir ciertos momentos de libertad, tan efímeros como reveladores: “Muchos encuentran ahí su momento de libertad, personificándose para escapar unos segundos de la vida cotidiana”.

Presenta también algunas de sus obras junto a Pedro Roth, Juan Cavallero y a otros artistas en la galería Glamart, y Buenos Aires Photo 2015 en el Centro Cultural Recoleta. En 2016 forma parte de la muestra “9 en Praga”, junto a artistas de Latin Art Gallery de esa ciudad como Romina Días, Luis Abadi, Sergio Artola, Marino Balbuena, Juan Manuel Botte, Catriel López, Pablo Pérez Raggio y Eliseo Subiela Moglia, y bajo la curaduría de Enrique Mitjans. En 2016 y 2017 sus fotografías fueron seleccionadas para formar parte del catálogo “Transversalidades – Fotografía sem Fronteiras” de Portugal.
En 2017, con el nombre de “9 en Neerijnen”, la muestra se presenta en varias ciudades de los Países Bajos, En 2018 expone en Mansión Berlín junto otros artistas y recibe una mención especial por parte de la asociación cultural “El coloquio de los perros” de la ciudad española de Montilla, también es seleccionado para formar parte de la exposición colectiva “Rodamons 2018” en la ciudad de Barcelona. Su obra "Sororidad de comadres" es elegida para participar en la muestra Territorios de sororidad en el marco de la Noche de los Museos de Buenos Aires y recibe una mención honorífica por parte de la asociación LGBT catalana GAG.

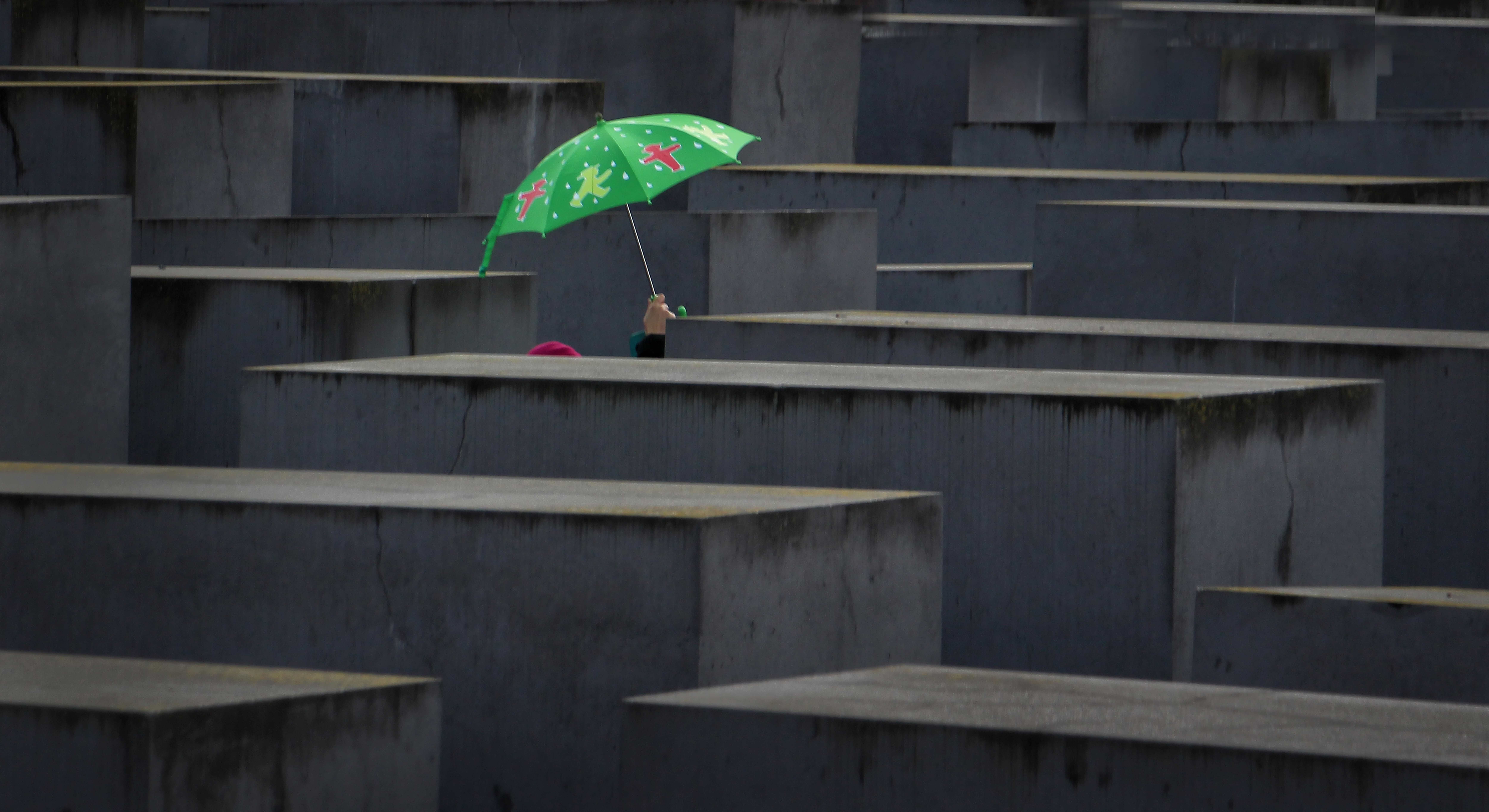
Berlín, Alemania

Ha sido jurado del concurso fotográfico organizado por la revista de arte” El gran Otro”  ediciones 2018 y 2019. En marzo de 2019 es seleccionado por el Consulado General y Centro de Promoción de la República Argentina para representar a su país con su muestra individual “El límite de la realidad” en Barcelona; y dos meses más tarde, por el CC Convent de Sant Agustí en la misma ciudad. Este trabajo, basado en máscaras y carnavales, es interpretado por el autor como "surrealismo dentro de las sociedades".
Sus obras fueron parte de la muestra “Dos miradas” en Kenton Palace junto al fotógrafo Julián Pesce, donde se presentan imágenes de distintas culturas como la turca, la palestina y la israelí. Sobre esta muestra la especialista en arte Soledad Villegas explica:

En este reducto, laberinto múltiple, convive lo espiritual, lo infinito e inabarcable en permanente tensión con el plano material, determinado por los conflictos políticos que se desarrollan en el área.

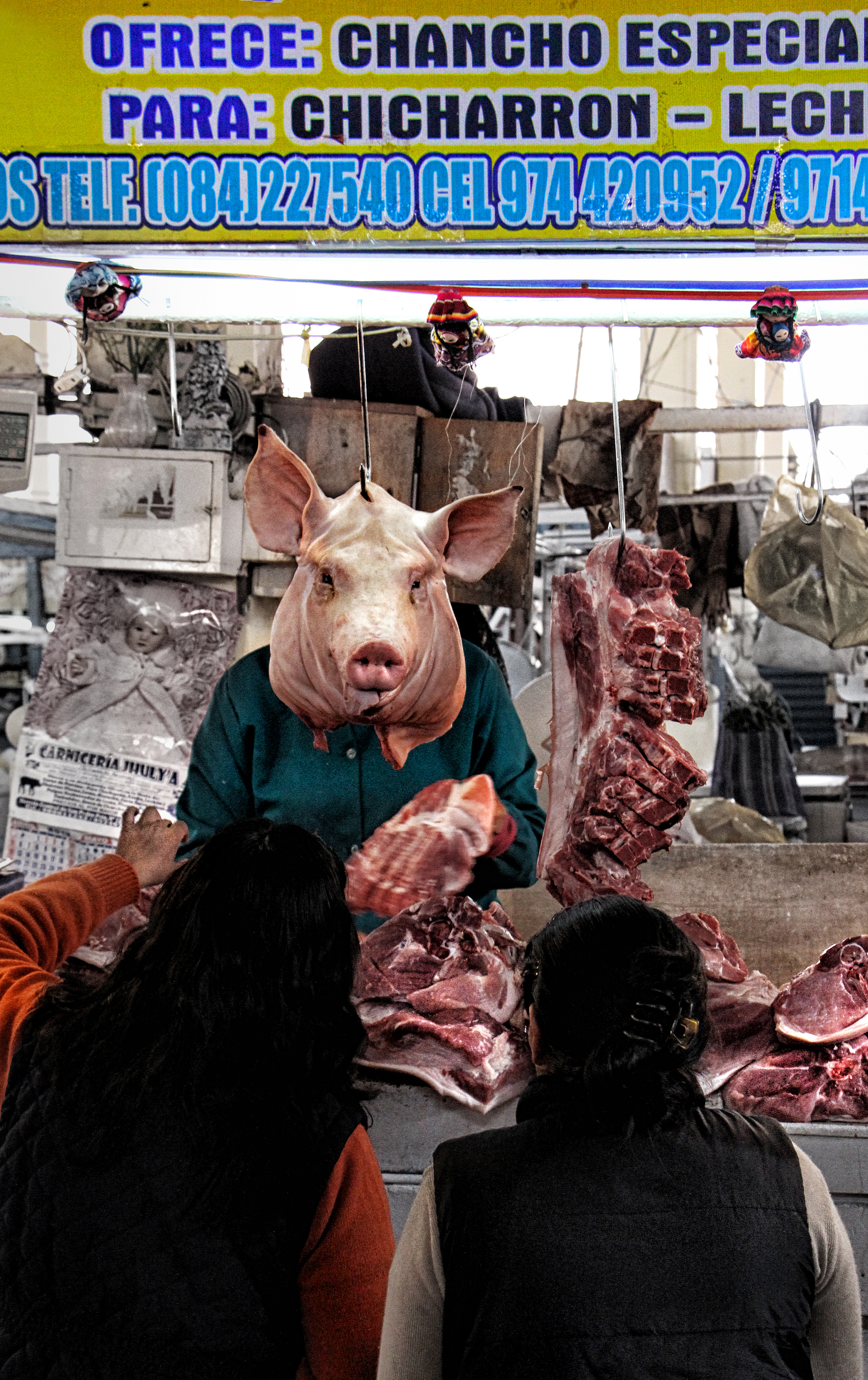
Caníbales

En el campo de lo arquitectónico presenta “La construcción del grito“, en el marco de la exposición BArt Nouveau y del Centro cultural Borges, con su serie Art Nouveau en Buenos Aires, donde el autor presenta fotografías de mascarones ubicados en distintas fachadas de edificios de la Ciudad de Buenos Aires.
En agosto de 2019 le es otorgado el 1er Premio en la convocatoria “Patrimonio Cultural Inmaterial de Argentina” organizado por la Secretaría de Gobierno de cultura de la Nación. En ese mismo año participa de Argentina Art Market en la ciudad de Bruselas celebrado el 7 y 8 de noviembre. 
En 2020 recibe el premio del Ayuntamiento de Lorca concurso de Fotografía CREAENCASA por su foto “Balcones”. En 2021 es premiado por su imagen El Otro Virus en el II Concurso de Fotografía Social  “Enlazando Culturas “,  Valencia, España,  en ese mismo año participa en Barcelona “Design Week ’21” en el marco de la exposición “Visiones mediterráneas”.

## Publicaciones
En 2020 se editó su libro “La construcción del grito – Buenos Aires”, sobre arquitectura y mascarones porteños; en 2023 ilustró con sus imágenes El libro “A-Tiempo, un tajo de la poesía en la tierra” con textos del poeta Jujeño Flavio Marcó.